# Donja Krćina
Donja Krćina je naseljeno mjesto u sastavu općine Ugljevik, Republika Srpska, BiH.

## Stanovništvo
| Donja Krćina       |              |
| godina popisa      | 1991.        |
| Srbi               | 227 (94,98%) |
| Muslimani          | 0            |
| Hrvati             | 0            |
| Jugoslaveni        | 12 (5,02%)   |
| ostali i nepoznato | 0            |
| ukupno             | 239          |